# Wang Jun (calciatore)
Wang Jun (王军S, Wáng JūnP; Dalian, 15 febbraio 1963) è un dirigente sportivo, ex calciatore ed ex giocatore di calcio a 5 cinese.

## Carriera
Wang ha disputato il FIFA Futsal World Championship 1992 in cui la nazionale cinese di calcio a 5 è stata eliminata nel girone del primo turno comprendente Spagna, Stati Uniti e Russia. Dal 2011 al 2017 è stato il responsabile del settore giovanile dello Zhejiang Yiteng.